# Arroyos de Mantua
Arroyos de Mantua es una localidad perteneciente al municipio Mantua, de la provincia de Pinar del Río, Cuba.

## Historia
Antes de la guerra de Independencia este pueblo era un pequeño caserío con embarcadero sin mucha importancia. Al reconstruirse durante los primeros años de la República se formó un pueblo de importancia con muelles y almacenes.

## Características principales
Es un pueblo costero donde la pesca de peces de escama y langostas, junto con la agricultura, principalmente tabaco, arroz, viandas y hortalizas, constituyen la principal actividad económica.
Es la localidad situada más al noroeste de la isla de Cuba y se comunica con la cabecera municipal a través de una carretera.
Se le estimó una población de 3,387 personas en 1002 unidades de alojamiento en el año 2002.
Se sitúa a los 22° 20' 44" de latitud norte y a los 84° 22' 44" de longitud oeste.